# Freshta Kohistani
Freshta kohistani (1991-2020) fue una activista por los derechos de la mujer afgana y defensora de la democracia que fue asesinada a la edad de 29 años

## Biografía
Kohistani frecuentemente organizó eventos en la capital, Kabul, defendiendo los derechos de las mujeres en Afganistán.Utilizaba las redes sociales como plataforma para difundir su mensaje y tuvo un gran seguimiento.
En diciembre de 2020, fue asesinada a los 29 años cerca de su casa por hombres armados en una motocicleta en el distrito de Hesa Awal Kohistan de la provincia de Kapisa en Afganistán. Su hermano también murió en el ataque. Los pistoleros escaparon. Antes de su muerte, Kohistani había pedido protección a las autoridades después de recibir amenazas.